# Джіо Понті
Джіо (Джованні) Понті (*18 вересня 1891, Мілан — †1979)— італійський архітектор і дизайнер. У 1921 закінчив Міланський політехнічний інститут в якому пізніше викладав у 1936—1972 роках. Засновник і директор до 1972 художнього журналу «Домус». Основна ідея Понті — існування «супермистецтва», яке об'єднує всі види діяльності людини в тому числі і пластичні мистецтва у створенні штучного оточуючого середовища. Як архітектор Понті з середини 20-х років був під впливом неокласицизму, а в 40—50-х роках — функціоналізму. Понті відомий також як живописець-монументаліст, графік, кераміст, художник театру і кіно.
У 1956 році Джіо Понті разом із Гуальтьєро Гальманіні, Джордано Форті та П'єро Порталуппі взяли участь в розширенні Політехнічного університету Мілана. Це розширення включало будівництво нової Факультету архітектури та дизайну, проект, який став важливим кроком у розвитку архітектурної освіти в Мілані.